# Gauriganj
Gauriganj (nep. गौरीगञ्ज) – gaun wikas samiti we wschodniej części Nepalu w strefie Meći w dystrykcie Jhapa. Według nepalskiego spisu powszechnego z 2001 roku liczył on 2007 gospodarstw domowych i 10131 mieszkańców (5042 kobiet i 5089 mężczyzn).